# Khoronk (Armavir)
Khoronk (in armeno Խորոնք?) è un comune dell'Armenia di 2 834 abitanti (2009) della provincia di Armavir.